# ВПС (футбольний клуб, Краматорськ)
ВПС — український футбольний клуб із міста Краматорськ Донецької області. Проводив домашні матчі на стадіоні «Блюмінг».

## Історія
Клуб заснований 1998 року. Творцем команди став кримський підприємець Володимир Новіков (пов'язувало з Краматорськом навчання в одному з місцевих вишів), який був тренером та президентом футбольного клубу «Сурож» із Судака. Підтримку проєкту надали командування Військово-повітряних сил України та краматорська міська адміністрація. Команда заявилася для участі у другій лізі чемпіонату України невдовзі після створення, при цьому не мала клубної емблеми та не сплатила вступного грошового внеску. Головним тренером команди став її президент Володимир Новіков. Дебютну гру ВПС провів 6 серпня 1998 року в Ромнах, де поступився місцевому «Електрону» з рахунком 0:1. До заявки на перший матч в історії клубу внесли лише 14 гравців, переважно кримські футболісти, які раніше виступали за «Сурож». Також кольори команди захищали декілька гравців, які були військовослужбовцями ВПС України. Колектив став одним з безнадійних аутсайдерів дивізіону, в осінній частині чемпіонату здобув лише одну перемогу й відзначився 4 голами. Через заборгованість із членських внесків ПФЛ України з команди зняли 6 очок, внаслідок чого клуб завершив перше коло дебютного сезону з показником −1 у графі «Очки». Під час зимової перерви міська влада вирішила припинити фінансування команди, у зв'язку з чим на друге коло клуб уже не вийшов, а в матчах, що залишилися, йому зарахували технічні поразки. Команду розформували, а її керівництво так і не сплатило вступний внесок і не сплатило зарплати гравцям.
Деякі джерела вважають ВПС частиною історії футбольного клубу «Краматорськ» (колишній «Авангард»).

## Статистика виступів у чемпіонатах України
| Сезон   | Дивізіон           | Місце в чемпіонаті | Іг | В | Н | П  | ЗМ | ПМ | О  | Примітки |
| ------- | ------------------ | ------------------ | -- | - | - | -- | -- | -- | -- | --- |
| 1998/99 | Друга ліга України | 14 з 14            | 26 | 1 | 2 | 23 | 4  | 20 | -1 | З команди знято 6 очок. Після 15-го туру команда знялася з чемпіонату, а в матчах, що залишилися, їй зарахували технічні поразки. |